# Glycaspis caurina
Glycaspis caurina är en insektsart som beskrevs av Moore 1970. Glycaspis caurina ingår i släktet Glycaspis och familjen rundbladloppor. Inga underarter finns listade i Catalogue of Life.